# Verea Viteazul
Vereda el Valiente (en rumano Verea Viteazul) es un personaje del folclore rumano, un héroe fuerte y valiente, el hermano mayor de Ileana Cosânzeana ("Helena Hadabella"). Él la protege del dragón sierpe o zmeu, que quiere secuestrarla y tomarla como su esposa.
Es uno de los personajes principales que aparecen en el cuento de hadas rumano "Chiperi Viteazul lumii, Verea Viteazul și Mucea-far-de-moarte" de Alexandru Vasiliu, el cuento de hadas popular "Verea-Viteazul" (publicado en la colección científica Genuri și folkloristice specie ; Chișinău, "Știința", 1972) y la historia recopilatoria en el tratamiento de Grigore Botezatu "Făt-Frumos și Verea el valiente"  .
Todos estos relatos, con algunas variantes, describen un único hilo narrativo: después de cazar tres palomas en una cacería, Vereda el Valiente, con un caballo y algunos perros, se encuentra en un bosque bajo un enorme árbol. Cuando hace fuego para asar las palomas, oye la voz de una anciana desde el árbol quejándose de que tiene frío. Vereda el Valiente la invita a bajar al fuego para calentarse. Baba le da tres cabellos y le dice que los arroje sobre un caballo y unos perros. Después de tirar los cabellos, ella desciende descalza al fuego y se esfuerza por tocar sus palomas. Vereda el Valiente pide no estropear su comida, la vieja le responde que los que fríen palomas deben comer ranas, y los que fríen ranas deben comer palomas. Vereda el Valiente la empuja lejos del fuego. Entonces los cabellos se convierten en cadenas y atan a su caballo y a sus perros, y la anciana crece sobre él como un monstruo y, amenazándolo con estrangularlo, le dice que no se mueva. Como castigo, la anciana le abre el estómago, le extrae los intestinos, el corazón y los riñones y, a cambio, le llena el vientre con estiércol de caballo  o madera podrida. Baba lleva los intestinos de Vereda el Valiente a su casa en lo alto de un árbol, cura su vientre con agua encarnada y, antes de liberarlo, dice que si le cuenta a alguien lo sucedido, morirá inmediatamente. Vereda el Valiente regresa a su palacio.
En su obra "Die rumänische Mädchen-Spinnstube und ihre Parallelen im Zaubermärchen", el explorador alemán Hans Fink establece una analogía entre la anciana en el árbol y el personaje popular alemán Perchta o Frau Bercht.  Por su parte, la estudiosa rumano-española Angela Castineira Ionescu, en su obra Contribuție la cunoașterea structurii tradiționale romantice: eroul în povestea populară română ("Contribución al conocimiento de la estructura romántica tradicional: el héroe en el cuento popular rumano",) destaca su fetichismo pervertido. 